# Mim
Mim (z latinského mimus, řecky μῖμος mîmos) je herec, který hraje beze slov pomocí mimiky a gestikulace. Tato herecká divadelní forma má své kořeny v antickém Řecku a starověkém Římě. Herci se nazývají mimové, pantomimové (ženy pantomimičky) nebo pantomimici/pantomimikové (zastarale pantomimisté).
Moderní formou pantomimy neboli představení předváděného mimem je i ztvárnění tzv. živé sochy.

## Známí mimové

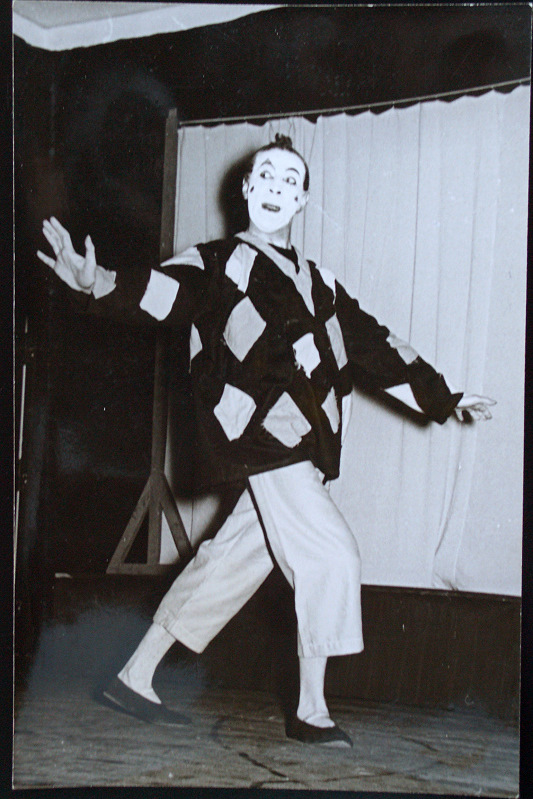
Jean Soubeyran jako Harlekýn

### Česká republika
- Bohumír Valenta,  *11.12.1937 +2.4.2002,

Mim a klaun; působil v řadě divadel, např. 1963-65 v Alfě v Plzni, 1966 Bratislava Divadlo Pantomimy Milana Sládka, 1967-69 v Kladivadle v Ústí nad Labem, 1969-74 v Laterně magice. Od 1976 um. vedoucí pantomimického souboru Inspirace. Z inscenací: Koncert pro dvě ruce, Ať stále svítí slunce, Růže a trny. Začínal jako elév šumperského divadla. Angažmá: hrál v Divadélku pantomimy M. Lipinského v Praze 1959/60 („…a pardon vejce...!!!“, Arlecchino kurtizánou, Blecha, Hele-indiskretábile, Malé morality aj.), herec v Šumperku 1960/61, mim v kabaretním souboru Experiment a Stop Pardubice 1961–63, v Divadle Alfa v Plzni 1963–65, v Divadle pantomimy Bratislava 1965–67, v Kladivadle Ústí n. Labem 1967–69, v Laterně magice 1969–73, poté ve svobodném povolání (Jak se dělá člověk; s J. Budlovským, Reduta 1972).
- Jaroslav Čejka
- Ladislav Fialka
- Boris Hybner
- Zdenka Kratochvílová
- Josef Laufer - zakladatel divadla Na soudu a divadla Radar
- Michal Nesvadba
- Rudolf Papežík - kočovný mim
- Jozef Platz - člen divadla Karkulka
- Bolek Polívka
- Richard Rýda - člen skupiny pantomimy Alfreda Jarryho
- Otto Šimánek - nejznámější role: Pan Tau
- Ctibor Turba - Zakladatel divadla Alfréd ve Dvoře a pantomimy Alfreda Jarryho
- Pavel Vaněk - jeden z vítězů (spolu s Borisem Hybnerem a Ctiborem Turbou) "Prvního festivalu pantomimy" v Litvínově člen pantomimy Radar a Divádelka v Suterénu.
- Lenka Šindelářová
- Eliška Čeřovská
- Jiří Kaftan
- Radim Vizváry - pedagog na HAMU
- Vojta Švejda
- Tomáš Tomsa Legierski

### Slovensko
- Milan Sládek - nejznámější role: Kefka
- Miroslav Kasprzyk
- Vlado Kulíšek

### Svět
- Jean-Louis Barrault
- Jean-Marie Bottequin
- Charlie Chaplin
- Michel Courtemanche

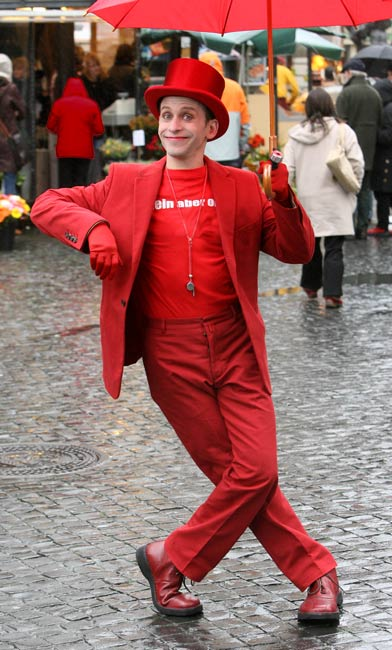
mim Pablo Zibes

- Jean Gaspard Deburau (český rodák)
- Etienne Decroux
- Leonid Jengibarov
- Buster Keaton
- Jacques Lecoq
- Marcel Marceau
- Carlos Martínez
- Harpo Marx
- Jean Soubeyran